# Mats Odell
Mats Christer Johannes Odell (ur. 30 kwietnia 1947 w Värnamo) – szwedzki polityk, wiceprzewodniczący Chrześcijańskich Demokratów, dwukrotnie minister w szwedzkich rządach.

## Życiorys
Ukończył w 1973 studia ekonomiczne na Uniwersytecie w Sztokholmie. W tym samym roku został przewodniczącym młodzieżówki chadeckiej, funkcję tę zajmował przez osiem lat. W okresie 1979–1991 zasiadał w radzie Vallentuny, wchodził też w skład zarządu tego miasta. W latach 80. powołano go w skład biura politycznego Europejskiej Partii Ludowej, był też zastępcą parlamentarnym Alfa Svenssona.
W 1991 po raz pierwszy uzyskał mandat posła do Riksdagu z listy Chrześcijańskich Demokratów. Od tego czasu reelekcję uzyskiwał w każdych kolejnych wyborach do 2010 włącznie. Od 1991 do 1994 sprawował urząd ministra transportu i łączności w rządzie Carla Bildta. W latach 1998–2006 był członkiem rady Szwedzkiego Banku Narodowego.
W 2005 został drugim wiceprzewodniczącym Kristdemokraterny. Po wygranych przez centroprawicową koalicję wyborach parlamentarnych w 2006 objął stanowisko ministra ds. samorządu lokalnego i rynków finansowych w Ministerstwie Finansów, rezygnując w związku z tym z dalszego zasiadania w parlamencie. Urząd ten sprawował do 5 października 2010.